# Келінешть (Олт)
Келінешть, Келінешті (рум. Călinești) — село у повіті Олт в Румунії. Входить до складу комуни Радомірешть.
Село розташоване на відстані 119 км на захід від Бухареста, 46 км на південний схід від Слатіни, 74 км на схід від Крайови.

## Населення
За даними перепису населення 2002 року у селі проживали 1186 осіб, з них 1185 осіб (99,9%) румунів. Рідною мовою 1185 осіб (99,9%) назвали румунську.